# Grand Prix automobile d'Agadir
Le Grand Prix d'Agadir est une course automobile courue annuellement à Agadir au Maroc de 1950 à 1956.

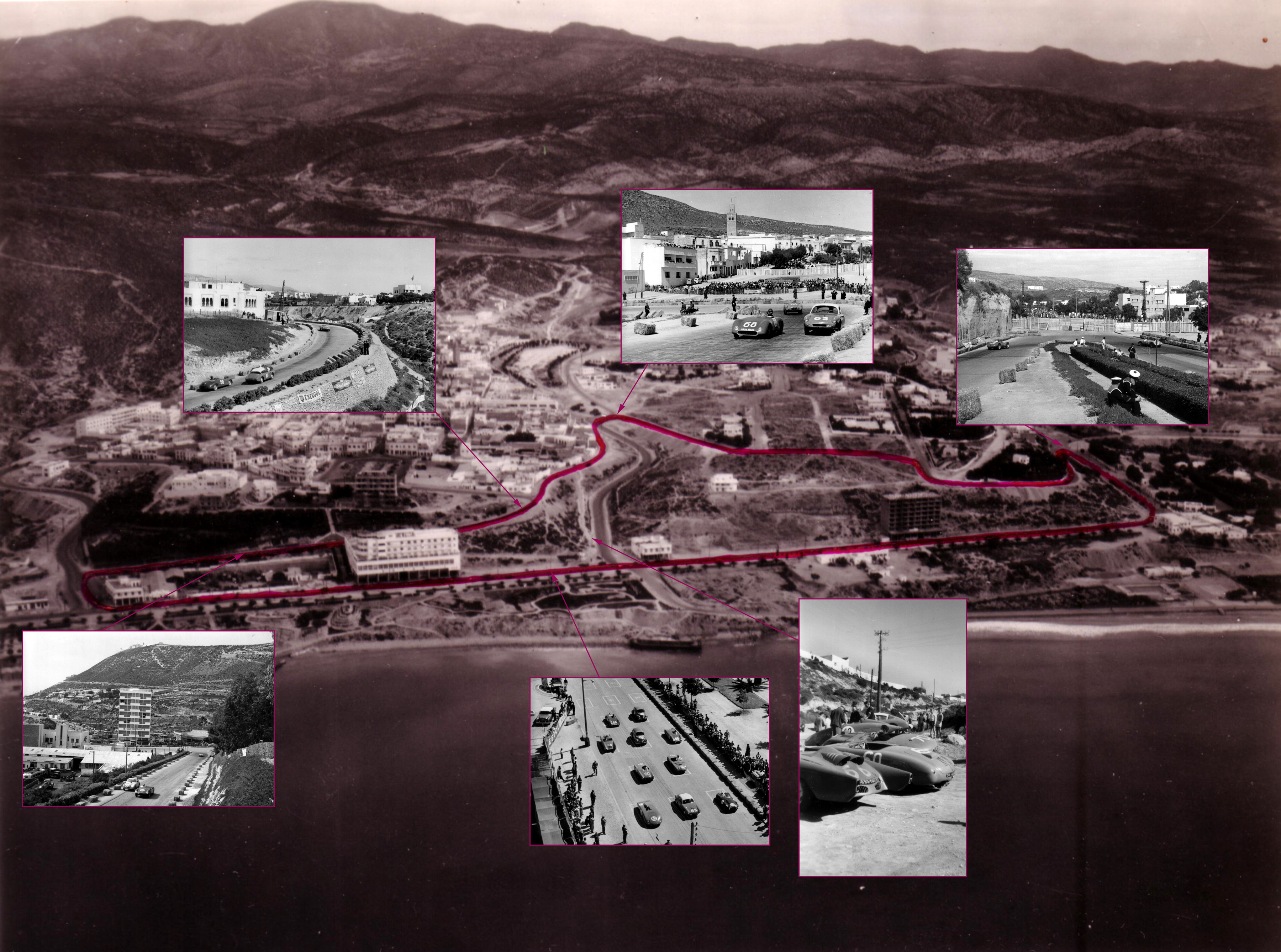
circuit automobile d'Agadir

## Les Grand Prix d'Agadir
À la fin des années 1940, un groupe d'amateurs de sport automobile souhaitait organiser à Agadir des courses automobiles.

« En 1949, Agadir, qui bénéficiait d'un Comité des fêtes dynamique, était à la recherche de manifestations inédites. Par ailleurs, un groupe de sportifs ayant milité activement dans le sport automobile, s'étant retrouvé à Agadir par un hasard providentiel, était à la recherche d'une formule leur permettant de retrouver leur « dada » favori ; un de ceux-ci, M. Coquart, membre du comité des Fêtes, secondé par Hubert Terrier, proposa alors au docteur Paucot, actif président de cette Association, la création d'un circuit automobile de vitesse pour voiture de tourisme, à l'instar de celui qui avait été organisé récemment à Nice. Les discussions furent nombreuses et l'organisation de l'épreuve ne fut décidée que difficilement. Néanmoins, la décision étant prise, un Comité d'organisation fut créé. Comme Agadir ne possédait pas d'organisation automobile officielle et consacrée, des contacts furent pris avec l'Automobile Club du Maroc, A.C.M., de Casablanca. Animé du désir d'aboutir, le Comité d'Agadir poursuivait sa tâche et organisait sa première manifestation. De nombreux sportifs marocains, intéressés par l'initiative d'Agadir, promettaient leur appui. L'A.C.M. cependant restait non seulement très réservé, ce qui pouvait s'expliquer par une prudence judicieuse, mais semblait au contraire raidir son attitude au fur et à mesure que la date de l'épreuve approchait. Finalement, après bien des alarmes pour le Comité, l'épreuve, autorisée par l'Administration (Sécurité-T.P.-Résidence-Région-Municipalité), était interdite par l'A.C.M., détenteur du pouvoir sportif de la Fédération. »

— Robert Perrier, journaliste sportif à Maroc-Demain), Trente ans de sport automobile Marocain, 1954

### Grand Prix 1950
En 1950, passant outre l'interdiction et les menaces pesant sur les organisateurs et sur les participants, Agadir faisait courir son épreuve le 29 janvier 1950. Les coureurs s'engagèrent sous des pseudonymes, et les pilotes du Maroc purent ainsi, pour la première fois depuis les années 1930, se livrer à leur sport favori. Les résultats furent encourageants.
Le palmarès de cette épreuve s'établissait comme suit :
- Catégorie F : Renault-Laperouse sur 4CV Renault
- Catégorie E : Marcel Robert sur Simca
- Catégorie D : Verdon sur Simca
- Catégorie C : Jacques Osstyn sur 11CV Citroën
- Catégorie B : Lariviere sur 15CV Citroën
- Catégorie A : Jacques Ogeard sur Delahaye.

Devant le succès remporté par l'organisation du Circuit de vitesse d'Agadir, des discussions s'engagèrent avec  l'A.C.M. qui aboutirent à la fondation d'une section régionale de l'A.C.M. à Agadir.

### Grand Prix 1951
En 1951, le tracé de l'épreuve fut légèrement modifié et une demande d'inscription au calendrier international fut déposé à la Fédération ; des participants de France sollicités donnèrent leur adhésion et la manifestation qui restait la seule de vitesse pure se courut le 28 janvier 1951.
Les résultats furent les suivants :
- Catégorie A (plus de 3 litres) : Pagnibon sur Talbot, Guelfi sur Jaguar,
- Catégorie B (2 000 à 3 000 cm3) : Lariviere sur 15 CV Citroën, De Castex sur 15CV Citroën,
- Catégorie C (1 501 à 2 000 cm3) : Le Marrec sur Simca 8 sport, Osstyn sur 15CV Citroën,
- Catégorie D (1 101 à 1 500 cm3) : Pagnibon sur Cisitalia, Amic sur Simca 8 sport,
- Catégorie E (751 à 1 100 cm3) : Pagnibon sur Cisitalia, Magri sur Dyna-Panhard,
- Catégorie F (0 à 750 cm3) : Magri sur Dyna-Panhard, Pozzi sur 4 CV.

### Grand Prix 1952

Tracé du circuit de 1952.

Améliorant sans cesse sa formule, la section d'Agadir montait pour 1952, une nouvelle épreuve ouverte maintenant à la catégorie des voitures de série sur un nouveau parcours, dont le tracé, émaillé de difficultés, constituait un banc d'épreuve d'un intérêt sportif incontestable. L'épreuve courue le 27 janvier 1952 donnait le palmarès suivant :
- Catégorie A (0 à 1 000 cm3) : Landon sur 4 CV Renault, La Caze sur 4CV Renault,
- Catégorie B (1 001 à 2 000 cm3) : Picard sur Porsche, Heyder-Bruckner sur Peugeot,
- Catégorie C (2001 et au-dessus) : Pagnibon sur Talbot, De Tudert sur Jaguar.

### Grand Prix 1953

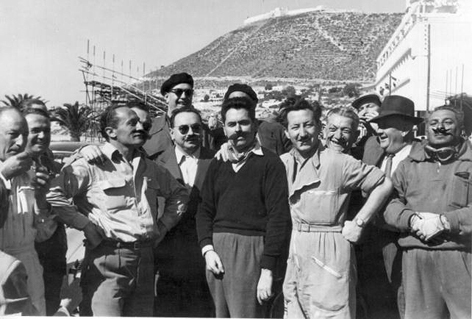
Comité d'organisation du Grand Prix, pionniers du sport automobile au Maroc.

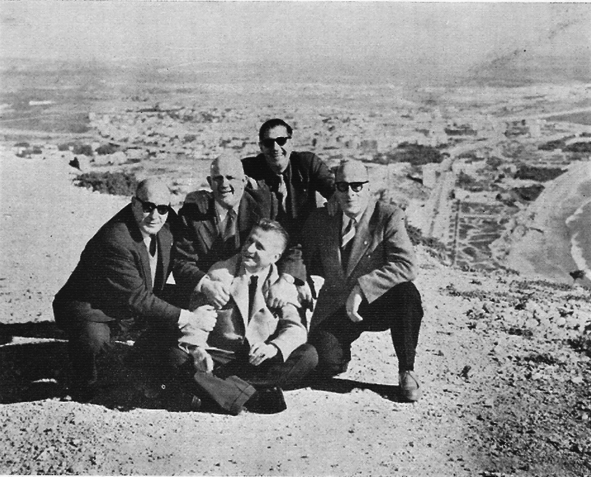
Comité de course à la casbah

En 1953, sur le même tracé, l'épreuve connaissait cette fois un succès considérable et retenait l'attention des milieux automobiles compétents, se plaçant dans les meilleurs rangs des compétitions de vitesse pure. La participation importante des meilleurs coureurs donnait cette année à l'épreuve une classe pas encore atteinte en Afrique du Nord. Les meilleures marques de voitures de sport étaient représentées et le succès remporté contenta les plus difficiles. Le Grand Prix Automobile d'Agadir fut classé dans les évènements automobiles majeurs.
La course eut lieu le 15 février 1953 et donna les résultats suivants :
- Catégorie A (0 à 1 000 cm3) : Stempert sur 745 Panhard, La Caze sur 750 Renault,
- Catégorie B (1 001 à 2 000 cm3) : André Guelfi sur Gordini 1500, Lacaze sur Lancia 1991
- Catégorie C (2001 et au-dessus) : André Guelfi sur Gordini 2300, Pagnibon sur Ferrari 3l.

### Grand Prix 1954
Le Grand Prix 1954 eut lieu en février 54.

« Quand M. Raymond Roche, vice-président de la Fédération Française des Sports Automobiles, compare le Circuit d’Agadir au Circuit de Pau et au Circuit de Monte-Carlo, on peut lui faire confiance. Il est orfèvre. Nul mieux que lui ne connaît la « chansonnette » du sport automobile et chacun sait qu’il n’a rien d’un beni-oui-oui et qu’il répugne à manier la brosse à reluire. Aussi le témoignage de l’inventeur du fameux circuit de Reims est-il infiniment précieux : Raymond Coquart et Hubert Terrier peuvent être fiers : leur Circuit International de Vitesse d’Agadir est désormais au niveau même des grandes épreuves mondiales.
Et quand on se rappelle les premiers balbutiements de la course de l'Association Sportive d’Agadir et du Souss en 1950, quand on mesure le chemin parcouru en cinq ans par ces deux bonhommes qui, partis de rien sont arrivés à doter leur ville d'une course automobile à laquelle participent aujourd’hui les meilleurs prototypes du monde, on se surprend à ne pas savoir comment doser la louange. Quel exemple d’énergie, de persévérance, de dynamisme, de foi ! »

— Robert Perrier, Auto-Sport Maroc
L'édition 1954, courue le 28 février, est largement dominée et remportée par le pilote italien Giuseppe Farina sur Ferrari 375 Plus dans la catégorie des plus de 2 000 cm3.

### Les Grands Prix de 1955 et 1956
Le circuit international de vitesse de 1955, VIe circuit international d'Agadir, patronné par L'Équipe et L'Action automobile, remporta un très grand succès. Deux Jaguar (dont la Jaguar prototype du Mans), six Ferrari, trois Gordini, une Aston Martin, des coureurs comme Duncan Hamilton, vainqueur des 24 Heures du Mans 1953, Peter Whitehead, vainqueur des 12 Heures de Reims 1953 et 1954, Louis Rosier, champion de France, Jean Lucas, vainqueur du rallye du Maroc, François Picard, vainqueur du Grand Prix Penya-Rhin 1954, André Guelfi, porte drapeau du sport marocain, ou Mike Sparken, donnèrent un relief tout particulier à cette belle fête du sport mécanique. Mike Sparken remporta une magnifique victoire.
Le Grand Prix international de vitesse d'Agadir de 1956 dépassa en intérêt, d'après le Englebert Magazine no 82 (1956), toutes les compétitions de sport mécanique qui s'étaient déroulées au Maroc. Huit Ferrari, quatre Maserati, trois Gordini, deux Aston Martin avec des pilotes comme Whitehead, Rosier, Picard, Schell, Trintignant, Behra, Guelfi, La Caze offrirent un spectacle palpitant au public nombreux et passionné. Ce Grand Prix sera pour Ferrari une magnifique victoire avec les quatre premières places du palmarès et Maurice Trintignant en première place.